# Maria Pia Szász–Coburg–Gotha Bragança

Bragança–Szász–Coburg–Gotha-ház zászlaja

Maria Pia Szász–Coburg–Gotha Bragança (Lisszabon, 1907. március 13. – Verona, 1995. május 6.) portugál infánsnő.

## Családja
Két gyermeke született:
- Fátima Francisca Xaviera Iris Bilbao Szász–Coburg–Gotha Bragança (1932–1982)
- Mária da Glória Cristina Amélia Valéria Antónia Blais Szász–Coburg–Gotha Bragança (1947)
- Rosario Poidimani (1941) - örökbefogadott

## Lásd még
- Bragança–Szász–Coburg–Gotha-ház
- Portugália uralkodóinak listája

## Külső hivatkozások
- Bragança–Szász–Coburg–Gotha-ház honlapja
- Bragança-Wettin-ház Múzeum honlapja